# Västerås kommun
Västerås kommun (uttal (fil)) eller Västerås stad är en kommun i Västmanlands län. Centralort är Västerås som även är länets residensstad.
Kommunen är Sveriges sjunde folkrikaste och centralorten är landets sjätte största tätort. Landskapet är i den södra delen av kommunen en öppen jordbruksbygd och i den norra delen en mer växlande landsbygd. Tillverkningsindustrin, med arbetsgivare som ABB i spetsen, har under lång tid dominerat kommunens näringsliv. 
Sedan kommunen bildades 1971 har, med undantag för 1980, befolkningstrenden varit positiv. Kommunen har haft skiftande styre, men åren 2014 till 2022 har kommunen styrts av olika regnbågskoalitioner.

## Administrativ historik
Kommunens område motsvarar socknarna Badelunda, Björksta, Dingtuna, Haraker, Hubbo, Irsta, Kungsåra, Kärrbo, Lillhärad, Lundby, Romfartuna, Rytterne, Sankt Ilian, Sevalla, Skerike, Skultuna, Tillberga, Tortuna, Västerås-Barkarö och Ängsö. I dessa socknar bildades vid kommunreformen 1862 landskommuner med motsvarande namn. I området fanns även Västerås stad som 1863 bildade en stadskommun. I Västerås stad införlivades 1918 landskommunerna Lundby och Sankt Ilian och 1946 Badelunda.
Vid kommunreformen 1952 bildades fem "storkommuner" i området: Dingtuna (av de tidigare kommunerna Dingtuna, Lillhärad och Västerås-Barkarö), Kolbäck (av Kolbäck, Rytterne och Säby), Kungsåra (av  Björksta, Irsta, Kungsåra, Kärrbo och Ängsö), Skultuna (av Haraker, Romfartuna och Skultuna) samt Tillberga (av Hubbo, Sevalla, Tillberga och Tortuna). Samtidigt uppgick Skerike landskommun i Västerås stad. 
1967 införlivades Dingtuna, Kungsåra, Skultuna och Tillberga landskommuner i Västerås stad. Västerås kommun bildades vid kommunreformen 1971 av Västerås stad samt en del ur Kolbäcks landskommun (Rytterne församling).
| Tabell över kommunsammanslagningarna efter 1863 | Tabell över kommunsammanslagningarna efter 1863 | Tabell över kommunsammanslagningarna efter 1863 | Tabell över kommunsammanslagningarna efter 1863 | Tabell över kommunsammanslagningarna efter 1863 | Tabell över kommunsammanslagningarna efter 1863 | Tabell över kommunsammanslagningarna efter 1863 | Tabell över kommunsammanslagningarna efter 1863 | Tabell över kommunsammanslagningarna efter 1863 |
| --- | ----------------------------------------------- | ----------------------------------------------- | ----------------------------------------------- | ----------------------------------------------- | ----------------------------------------------- | ----------------------------------------------- | ----------------------------------------------- | ----------------------------------------------- |
| Tabellen nedan visar kommunsammanslagningarna till nuvarande Västerås kommun från 1863 och framåt. De mörkgråa landskommunerna var de delar av storkommunerna som gick till andra kommuner än Västerås i slutändan. Färgerna antyder att man försökte hålla ihop häraderna när storkommunerna bildades. Tabellen illustrerar även att reformer sällan genomförs i ett steg: det behövs även förplanering, försök, steg, och efterjusteringar. |                                                 |                                                 |                                                 |                                                 |                                                 |                                                 |                                                 |                                                 |
| Kommunsammanslagningarna till Västerås kommun |                                                 |                                                 |                                                 |                                                 |                                                 |                                                 |                                                 |                                                 |
| före reformerna | före reformerna                                 | efter reformen 1862                             | efter reformen 1862                             | efter reformen 1862                             | dito 1952                                       | dito 1952                                       | dito 1971                                       |                                                 |
| -1862 | -1862                                           | 1863-1917                                       | 1918-45                                         | 1946-51                                         | 1952-66                                         | 1967-70                                         | 1971                                            |                                                 |
| härad | socken, stad                                    | landskommun                                     | landskommun                                     | landskommun                                     | "storkommun"                                    | "storkommun"                                    | "enhetskommun"                                  |                                                 |
| – | Västerås stad                                   | Västerås stad                                   | Västerås stad                                   | Västerås stad                                   | Västerås stad                                   |                                                 |                                                 |                                                 |
| | Dingtuna sn                                     | Dingtuna ln                                     | Dingtuna ln                                     | Dingtuna ln                                     | Dingtuna ln                                     |                                                 |                                                 |                                                 |
| Tuhundra | Barkarö sn                                      | Barkarö ln (Västerås-Barkarö 1889-)             | Barkarö ln (Västerås-Barkarö 1889-)             | Barkarö ln (Västerås-Barkarö 1889-)             | Dingtuna ln                                     |                                                 |                                                 |                                                 |
| Tuhundra | Lillhärads sn                                   | Lillhärads ln                                   | Lillhärads ln                                   | Lillhärads ln                                   | Dingtuna ln                                     |                                                 |                                                 |                                                 |
| Tuhundra | Lundby sn                                       | Lundby ln                                       |                                                 |                                                 |                                                 |                                                 |                                                 |                                                 |
| | Sankt Ilians sn                                 | Sankt Ilians ln                                 |                                                 |                                                 |                                                 |                                                 |                                                 |                                                 |
| | Sankt Ilians sn                                 | Sankt Ilians ln                                 |                                                 |                                                 |                                                 |                                                 |                                                 |                                                 |
| Norrbo | Harakers sn                                     | Harakers ln                                     | Harakers ln                                     | Harakers ln                                     | Skultuna ln                                     |                                                 |                                                 |                                                 |
| Norrbo | Romfartuna sn                                   | Romfartuna ln                                   | Romfartuna ln                                   | Romfartuna ln                                   | Skultuna ln                                     |                                                 |                                                 |                                                 |
| Norrbo | Skultuna sn                                     | Skultuna ln                                     | Skultuna ln                                     | Skultuna ln                                     | Skultuna ln                                     |                                                 |                                                 |                                                 |
| | Skerike sn                                      | Skerike ln                                      | Skerike ln                                      | Skerike ln                                      |                                                 |                                                 |                                                 |                                                 |
| Siende | Badelunda sn                                    | Badelunda ln                                    | Badelunda ln                                    |                                                 |                                                 |                                                 | Västerås kn                                     |                                                 |
| Siende | Kungsåra sn                                     | Kungsåra ln                                     | Kungsåra ln                                     | Kungsåra ln                                     | Kungsåra ln                                     |                                                 |                                                 |                                                 |
| Siende | Irsta sn                                        | Irsta ln                                        | Irsta ln                                        | Irsta ln                                        | Kungsåra ln                                     |                                                 |                                                 |                                                 |
| Siende | Kärrbo sn                                       | Kärrbo ln                                       | Kärrbo ln                                       | Kärrbo ln                                       | Kungsåra ln                                     |                                                 |                                                 |                                                 |
| Yttertjurbo | Björksta sn                                     | Björksta ln                                     | Björksta ln                                     | Björksta ln                                     | Kungsåra ln                                     |                                                 |                                                 |                                                 |
| Yttertjurbo | Ängsö sn                                        | Ängsö ln                                        | Ängsö ln                                        | Ängsö ln                                        | Kungsåra ln                                     |                                                 |                                                 |                                                 |
| Yttertjurbo | Sevalla sn                                      | Sevalla ln                                      | Sevalla ln                                      | Sevalla ln                                      | Tillberga ln                                    |                                                 |                                                 |                                                 |
| Yttertjurbo | Tortuna sn                                      | Tortuna ln                                      | Tortuna ln                                      | Tortuna ln                                      | Tillberga ln                                    |                                                 |                                                 |                                                 |
| Siende | Hubbo sn                                        | Hubbo ln                                        | Hubbo ln                                        | Hubbo ln                                        | Tillberga ln                                    |                                                 |                                                 |                                                 |
| Siende | Tillberga sn                                    | Tillberga ln                                    | Tillberga ln                                    | Tillberga ln                                    | Tillberga ln                                    |                                                 |                                                 |                                                 |
| Snevringe | Rytterne sn                                     | Rytterne ln                                     | Rytterne ln                                     | Rytterne ln                                     | Kolbäcks ln                                     | Kolbäcks ln                                     |                                                 |                                                 |
| Snevringe | Kolbäcks sn                                     | Kolbäcks ln                                     | Kolbäcks ln                                     | Kolbäcks ln                                     | Kolbäcks ln                                     | Kolbäcks ln                                     | Hallstahammars kn                               |                                                 |
| Snevringe | Säby sn                                         | Säby ln                                         | Säby ln                                         | Säby ln                                         | Kolbäcks ln                                     | Kolbäcks ln                                     | Hallstahammars kn                               |                                                 |

Under 1990-talet fattades ett beslut att använda benämningen Västerås stad i de fall det "saknar kommunalrättslig betydelse". I vissa sammanhang, till exempel lagstiftning och juridik, används begreppet Västerås kommun.
Västerås är indelad i 85 stadsdelar. Den senaste justeringen gjordes 2005 då man gick från 91 stadsdelar till de nuvarande 85.
Kommunen ingick från bildandet till 2001 i Västerås domsaga och kommunen ingår sedan 2001 i Västmanlands domsaga.
Kommunen ingår sedan 2010 i Förvaltningsområdet för finska. 

## Geografi
Kommunen är belägen i de södra delarna av landskapet Västmanland vid sjön Mälarens norra strand. Västerås kommun gränsar i väster till Hallstahammars kommun och Surahammars kommun samt i norr till Sala kommun, alla i Västmanlands län. I öster gränsar kommunen till Enköpings kommun i Uppsala län och har i söder maritim gräns till Strängnäs kommun och Eskilstuna kommun i Södermanlands län samt i sydväst till Kungsörs kommun i Västmanlands län.

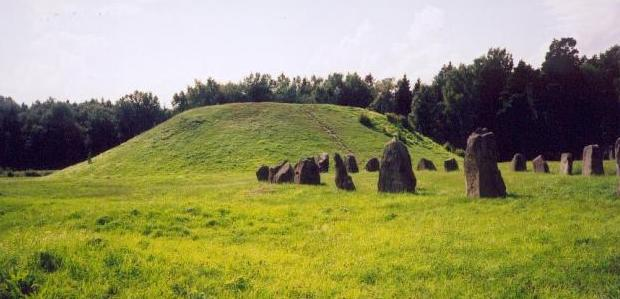
Anundshög, Västerås, Badelunda socken.

### Topografi och hydrografi
Landskapet är i den södra delen av kommunen en öppen jordbruksbygd och i den norra delen en mer växlande landsbygd. Det landskap som vi ser idag är resultatet av verksamheter som pågått i flera tusen år. Det öppna landskapet kring Mälaren tar sin början i järnåldersbondens idoga arbete. Det äldsta ser vi i form av alla fornlämningar som finns i odlingslandskapet. I dag försöker man hålla kulturlandskapet öppet genom att låta bygden betas av boskap, vilket främjar biologisk mångfald.
Badelundaåsen öster om Västerås sträcker sig från Nyköping i söder till Siljanstrakten i norr. Längs åsen gick en av järnålderns viktigaste handelsvägar. När vikingatidens människor färdades mellan jordbruksbygderna vid Mälaren till skogstrakterna i norr följde man vägen på Badelundaåsens krön. Vid Badelunda möttes landvägar och vattenleder och platsen vid Anundshög blev en viktig knutpunkt. Badelundaåsen och Anundshögsområdet ligger cirka fem kilometer öster om centrala Västerås och är ett av Sveriges största fornlämningsområden. Längs åsen finns många olika typer av gravar och boplatser från järnålder och vikingatid. 
Mälaren har varit en viktig transportled för Västerås. Redan under vikingatiden användes åmynningen som hamn och ändpunkt för landtrafik från Bergslagen.

### Naturskydd
Det finns 21 naturreservat i Västerås kommun. I Asköviken-Tidö har över 260 fågelarter hittats och i Tååsen hittas växtligheter som vedtrappmossa, grön sköldmossa och svampen vedticka. Hästholmarna är ett kommunalt reservat bestående av öarna Elba, Östra holmen och Västra holmen. Skog täcker större delen av öarna men det finns även klippor, vikar med vass och sandstränder samt enstaka gamla ekar och lindar.
Åren 2015 och 2016 rankades kommunens som Årets energikommun av tidningen Aktuell hållbarhet. År 2016 rankades kommunen även som Årets miljöbästa kommun av samma tidning.

### Administrativ indelning
Fram till 2016 var kommunen för befolkningsrapportering indelad i 13 församlingar – Västerås-Badelunda, Dingtuna-Lillhärad, Gideonsberg, Kungsåra, Lundby, Norrbo, Rytterne, Skerike, Tillberga, Viksäng, Västerås domkyrkoförsamling, Västerås-Barkarö och Önsta.

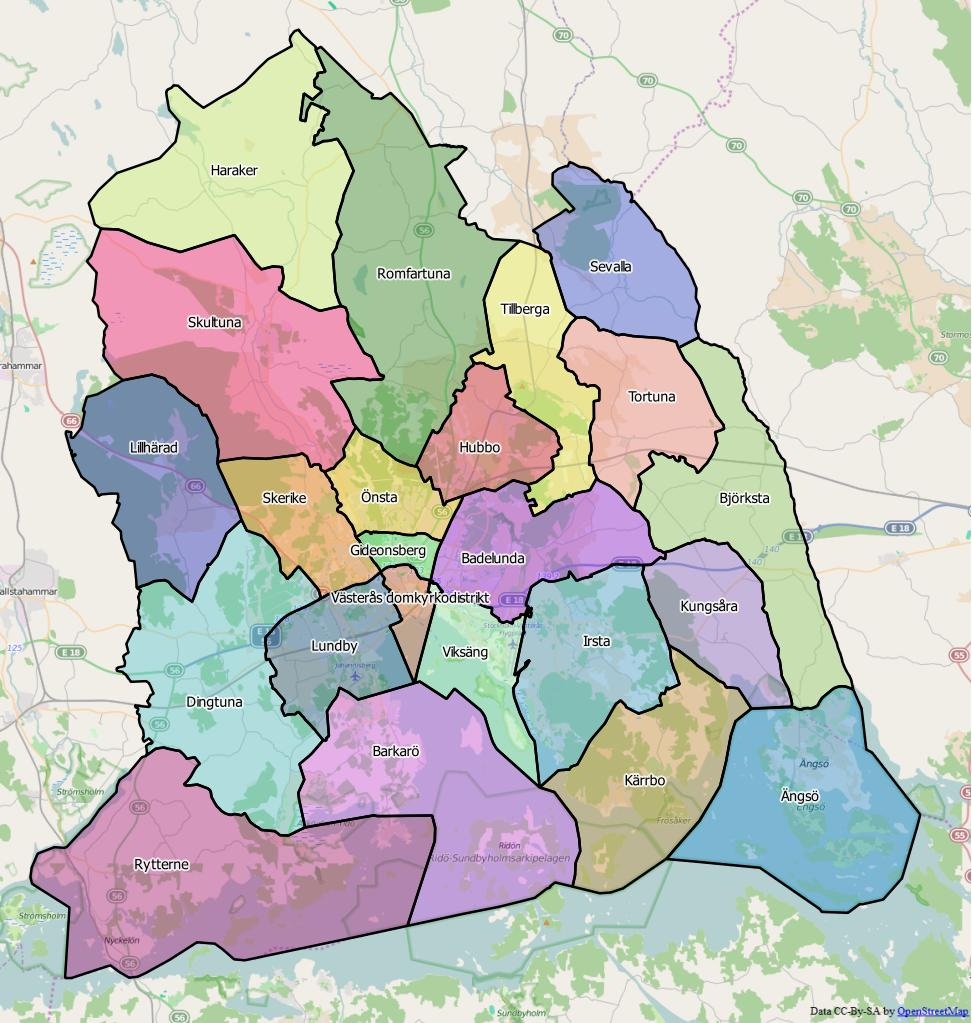
Distrikt inom Västerås kommun

Från 2016 indelas kommunen i följande distrikt:
| De 23 distrikten i Västerås kommun |
| --- |
| - Badelunda - Barkarö - Björksta - Dingtuna - Gideonsberg - Haraker - Hubbo - Irsta - Kungsåra - Kärrbo - Lillhärad - Lundby - Romfartuna - Rytterne - Sevalla - Skerike - Skultuna - Tillberga - Tortuna - Viksäng - Västerås domkyrkodistrikt - Ängsö - Önsta |

### Tätorter
Vid Statistiska centralbyråns tätortsavgränsning den 31 december 2015 fanns det 17 tätorter i Västerås kommun.
| Nr | Tätort                      | Folkmängd |
| -- | --------------------------- | --------- |
| 1  | Västerås                    | 117 746   |
| 2  | Skultuna                    | 3 378     |
| 3  | Hökåsen                     | 2 986     |
| 4  | Irsta                       | 2 809     |
| 5  | Tillberga                   | 2 151     |
| 6  | Barkarö                     | 1 404     |
| 7  | Enhagen-Ekbacken            | 1 091     |
| 8  | Dingtuna                    | 1 021     |
| 9  | Kvicksund, del av           | 2 179     |
| 10 | Tidö-Lindö                  | 675       |
| 11 | Örtagården                  | 474       |
| 12 | Tortuna                     | 420       |
| 13 | Malmen                      | 305       |
| 14 | Lybeck                      | 277       |
| 15 | Munga                       | 241       |
| 16 | Kärsta och Bredsdal, del av | 235       |
| 17 | Lycksta                     | 206       |

Centralorten är i fet stil.

Tätorten Kvicksund var delad på två kommuner: Västerås kommun (995 personer) och Eskilstuna kommun (773 personer).

Tätorten Kärsta och Bredsdal var delad på två kommuner: Västerås kommun (230 personer) och Enköpings kommun (31 personer).

## Styre och politik

### Styre
Mandatperioden 2010 till 2014 styrde de rödgröna kommunen. Efter valet 2014 fick inget av de traditionella blocken egen majoritet. Därför gick  Socialdemokraterna, Miljöpartiet, Centerpartiet och Kristdemokraterna samman i en majoritetskoalition. Efter valet 2018 kunde den tidigare styrande koalitionen inte komma överens om en politik gör kommande mandatperiod. Kristdemokraterna byttes därför ut mot Liberalerna och partierna bildade en mittenkoalition som kallar sig Utveckling Västerås.

### Kommunfullmäktige

#### Presidium
| Presidium 2022–2026    | Presidium 2022–2026 | Presidium 2022–2026  |
| ---------------------- | ------------------- | -------------------- |
| Ordförande             | S                   | Anders Teljebäck     |
| Förste vice ordförande | C                   | Monica Stolpe-Nordin |
| Andre vice ordförande  | M                   | Maria Ringström      |

#### Mandatfördelning 1970–2022
| 3 | 33 | 11 | 12 | 6 |

| 54 | 11 |

| 3 | 31 | 14 | 8 | 9 |

| 48 | 17 |

| 3 | 33 | 10 | 10 | 9 |

| 45 | 20 |

| 4 | 31 | 8 | 9 | 13 |

| 40 | 25 |

| 4 | 35 | 7 | 4 | 15 |

| 42 | 23 |

| 3 | 35 | 3 | 10 | 14 |

| 39 | 26 |

| 3 | 32 | 3 | 5 | 11 | 11 |

| 44 | 21 |

|  | 26 |  | 4 | 4 | 10 | 4 | 13 |

| 40 | 25 |

| 4 | 34 | 4 |  | 6 |  | 13 |

| 36 | 29 |

| 6 | 24 | 4 |  | 6 | 6 | 13 |

| 33 | 28 |

| 4 | 27 | 4 | 3 | 10 | 4 | 9 |

| 35 | 26 |

| 4 | 23 | 4 | 4 | 8 | 4 | 14 |

| 34 | 27 |

| 4 | 22 | 4 | 3 |  | 7 |  | 17 |

| 35 | 26 |

| 4 | 21 | 4 | 6 | 4 | 5 |  | 15 |

| 34 | 27 |

| 5 | 18 |  | 8 | 4 | 7 | 3 | 14 |

| 31 | 30 |

| 5 | 19 |  | 9 | 4 | 4 | 3 | 15 |

| 30 | 31 |

### Nämnder

#### Kommunstyrelse
| Presidium 2022–2026    | Presidium 2022–2026 | Presidium 2022–2026 |
| ---------------------- | ------------------- | ------------------- |
| Ordförande             | S                   | Staffan Jansson     |
| Förste vice ordförande | KD                  | Amanda Grönlund     |
| Andre vice ordförande  | M                   | Elisabeth Unell     |

#### Lista över kommunstyrelsens ordförande
Kommunstyrelsens ordförande är även kommunens kommunalråd.
| Namn | Namn             | Från | Till | Politisk tillhörighet |
| ---- | ---------------- | ---- | ---- | --------------------- |
|      | Åke Hillman      | 1994 | 2004 | Socialdemokraterna    |
|      | Ulla Persson     | 2004 | 2006 | Socialdemokraterna    |
|      | Elisabeth Unell  | 2006 | 2010 | Moderaterna           |
|      | Ulla Persson     | 2010 | 2014 | Socialdemokraterna    |
|      | Anders Teljebäck | 2014 | 2020 | Socialdemokraterna    |
|      | Staffan Jansson  | 2020 |      | Socialdemokraterna    |

#### Övriga nämnder
| Nämnd                                         | Ordförande | Ordförande               | Vice ordförande | Vice ordförande       |
| --------------------------------------------- | ---------- | ------------------------ | --------------- | --------------------- |
| Individ- och familjenämnden                   | S          | Ann-Louise Molin Östling | L               | Anna Lundberg         |
| Kulturnämnden                                 | MP         | Markus Lindgren          | S               | Jenny Setterholm      |
| Miljö- och konsumentnämnden                   | MP         | Anna Thunell             | C               | Monica Stolpe Nordin  |
| Fastighetsnämnden                             | L          | Jesper Brandberg         | S               | Staffan Jansson       |
| Överförmyndarnämnden                          | L          | Anna Nordanberg          | M               | Jan Plewako           |
| Utbildnings- och arbetsmarknadsnämnden        | S          | Carin Lidman             | MP              | Markus Lindgren       |
| Byggnadsnämnden                               | C          | Monica Stolpe Nordin     | S               | Jonas Cronert         |
| Förskolenämnden                               | C          | Vicki Skure Eriksson     | L               | Jenny Boström         |
| Grundskolenämnden                             | L          | Anna Lundberg            | S               | Alexandra Olsson      |
| Nämnden för idrott och friluftsliv            | C          | Vicki Skure Eriksson     | S               | Anny Bustos Teljebäck |
| Nämnden för personer med funktionsnedsättning | S          | Magnus Johansson         | MP              | Agneta Luttropp       |
| Skultuna kommundelsnämnd                      | C          | Karin Westlund           | S               | Mikael Sandberg       |
| Tekniska nämnden                              | MP         | Anna Thunell             | S               | Solveig Nilsson       |
| Äldrenämnden                                  | L          | Bent-Åke Nilsson         | S               | Jonas Cronert         |
| Valnämnden                                    | L          | Bengt Wallén             | S               | Jakop Yildiz          |

### Vänorter
Västerås har sju vänorter..
Vänortsförbindelser ska, enligt policybeslut inom kommunen, i första hand upprätthållas och utvecklas med de nordiska länderna och Kassel.
- Banja Luka, Bosnien och Hercegovina; Vänort sedan 1967
- Randers, Danmark; Vänort sedan 1947
- Lahtis, Finland; Vänort sedan 1940-talet
- Akureyri, Island; Vänort sedan 1953
- Ålesund, Norge; Vänort sedan 1947
- České Budějovice, Tjeckien; Vänort sedan 1964
- Kassel, Tyskland; Vänort sedan 1972

## Ekonomi och infrastruktur

### Näringsliv
Asea-koncernen, nuvarande ABB, dominerade kommunens näringsliv under hela 1900-talet. I  centralorten har ABB även ett antal dotterbolag och koncernen är den största privata arbetsgivaren i kommunen. Ungefär 25 procent av kommunens arbetstillfällen finns inom tillverkningsindustrin som, exkluderar ABB, inkluderar företag som Bombardier Transportation Sweden, som tillverkar tåg, och Westinghouse Electric AB som tillverkar bränslestavar till kärnkraftsindustrin. Därtill har ett stort antal företag inom elektronik, data och verkstad vuxit upp som underleverantörer till ABB. Vestmanlands Läns Tidning (VLT) och ICA Sverige AB tillhör den grafiska industri som vuxit sig stor i centralorten. Centrallasarettet, Västra sjukhuset och kommunen är de största arbetsgivarna inom den offentliga sektorn.

### Infrastruktur

#### Transporter
Kommunen genomkorsas i öst-västlig riktning av E18 och i nord-sydlig riktning av riksväg 56. I Västerås avtar riksväg  66 åt nordväst. Öst-västlig riktning har även Mälarbanan som trafikeras av SJ:s fjärrtåg och regiontåg mellan Stockholm och Örebro. Järnvägslinjen Sala–Oxelösund har nord-sydlig riktning och trafikeras av Tåg i Bergslagens regiontåg mellan Ludvika och Västerås med stopp även i Dingtuna samt Uven-tågets regiontåg mellan Uppsala och Linköping.
I centralorten Västerås finns stor containertrafik vid Sveriges största insjöhamn och en  internationell flygplats.

#### Utbildning
År 2024 fanns 64 grundskolor i kommunen och 23 gymnasieskolor, varav 10 kommunala. Bland de kommunala återfinns exempelvis Carlforsska gymnasiet, Rudbeckianska gymnasiet, och Widénska gymnasiet. År 2016 belönades kommunen med utmärkelsen Årets skolmatskommun av White guide junior. Bland de fristående gymnasieskolorna hittas ABB Industrigymnasium, Jensen gymnasium, Klara teoretiska gymnasium, Kopparlundsgymnasiet, Kunskapsgymnasiet, Realgymnasiet och Thoren Business School.
Västerås folkhögskola, som grundades 1997, ligger nära Västerås centrum. Huvudmän är bland annat LO, ABF och Riksbyggen.
I kommunen finns också Mälardalens universitet som har campus både i Eskilstuna och i Västerås. Antalet studenter är totalt över 20 000 och totalt har universitetet ca 1 000 anställda. Vid universitetet bedrivs även forskning. Dåvarande Mälardalens högskola var 1999 första högskolan i världen som blev miljöcertifierad enligt den internationella standarden ISO 14001 och 2006 den första i Sverige att bli arbetsmiljöcertifierad.

## Befolkning

### Demografi

#### Befolkningsutveckling
Kommunen har 160 763 invånare (31 mars 2025), vilket placerar den på 6:e plats avseende folkmängd bland Sveriges kommuner.
| Befolkningsutvecklingen i Västerås kommun 1970–2020 | Befolkningsutvecklingen i Västerås kommun 1970–2020 | Befolkningsutvecklingen i Västerås kommun 1970–2020 | Befolkningsutvecklingen i Västerås kommun 1970–2020 | Befolkningsutvecklingen i Västerås kommun 1970–2020 |
| --------------------------------------------------- | --------------------------------------------------- | --------------------------------------------------- | --------------------------------------------------- | --------------------------------------------------- |
|                                                     |                                                     |                                                     |                                                     |                                                     |
| År                                                  |                                                     |                                                     | Folkmängd                                           |                                                     |
| 1970                                                | 1970                                                |                                                     | 116 725                                             |                                                     |
| 1975                                                | 1975                                                |                                                     | 117 911                                             |                                                     |
| 1980                                                | 1980                                                |                                                     | 117 487                                             |                                                     |
| 1985                                                | 1985                                                |                                                     | 117 706                                             |                                                     |
| 1990                                                | 1990                                                |                                                     | 119 761                                             |                                                     |
| 1995                                                | 1995                                                |                                                     | 123 728                                             |                                                     |
| 2000                                                | 2000                                                |                                                     | 126 328                                             |                                                     |
| 2005                                                | 2005                                                |                                                     | 131 934                                             |                                                     |
| 2010                                                | 2010                                                |                                                     | 137 207                                             |                                                     |
| 2015                                                | 2015                                                |                                                     | 145 218                                             |                                                     |
| 2020                                                | 2020                                                |                                                     | 155 551                                             |                                                     |

#### Utländsk bakgrund
Den 31 december 2014 utgjorde antalet invånare med utländsk bakgrund (utrikes födda personer samt inrikes födda med två utrikes födda föräldrar) 37 948, eller 26,41 % av befolkningen (hela befolkningen: 143 702 den 31 december 2014).

#### Invånare efter de vanligaste födelseländerna
Den 31 december 2014 utgjorde folkmängden i Västerås kommun 143 702 personer. Av dessa var 27 956 personer (19,5 %) födda i ett annat land än Sverige. I denna tabell har de nordiska länderna samt de 12 länder med flest antal utrikes födda (i hela riket) tagits med. En person som inte kommer från något av de här 17 länderna har istället av Statistiska centralbyrån förts till den världsdel som deras födelseland tillhör.
| Födelseland      | Födelseland                       | Födelseland |
| ---------------- | --------------------------------- | ----------- |
| 31 december 2014 |                                   |             |
| 1                | Sverige                           | 115 746     |
| 2                | Finland                           | 4 188       |
| 3                | Irak                              | 4 097       |
| 4                | Europeiska unionen: Övriga länder | 2 428       |
| 5                | Asien: Övriga länder              | 2 246       |
| 6                | Somalia                           | 1 755       |
| 7                | Iran                              | 1 596       |
| 8                | Afrika: Övriga länder             | 1 516       |
| 9                | Sydamerika                        | 1 383       |
| 10               | Syrien                            | 1 382       |
| 11               | Turkiet                           | 987         |
| 12               | Bosnien och Hercegovina           | 737         |
| 13               | Polen                             | 734         |
| 14               | / SFR Jugoslavien/FR Jugoslavien  | 705         |
| 15               | Europa utom EU: Övriga länder     | 669         |
| 16               | Thailand                          | 616         |
| 17               | Tyskland                          | 606         |
| 18               | Nordamerika                       | 553         |
| 19               | Norge                             | 527         |
| 20               | Kina                              | 501         |
| 21               | Afghanistan                       | 242         |
| 22               | Danmark                           | 226         |
| 23               | Sovjetunionen                     | 101         |
| 24               | Island                            | 68          |
| 25               | Oceanien                          | 66          |
| 26               | Okänt födelseland                 | 27          |

#### Minoriteter
Västerås kommun är sedan den 1 maj 2010 en del av det finska förvaltningsområdet och 2016 utsågs kommunen till Årets sverigefinska kommun av Sverigefinländarnas delegation.

## Kultur

### Offentlig konst
Den offentliga konsten i kommunen ägs och förvaltas av Västerås konstmuseum. Den första offentliga konsten i kommunen var Carl Gustaf Qvarnströms byst av Gustav Vasa som placerades ut 1864. I syfte att göra konsten  lättillgänglig har konstmuseet gjort i ordning ett flertal promenadstråk, så kallade konstpromenader, som passar olika målgrupper.

### Museum
Det finns ett flertal museer i Västerås. Västerås konstmuseum och Västmanlands läns museum är belägna under samma tak i centrala Västerås. I utomhusmuseet Vallby friluftsmuseum visas kulturhistoria från Västmanland och på Västerås flygmuseum visas unika flygplan.
Skultuna Messingsbruk är ett företag med anor från 1600-talet. Vid företagets säte vid Svartån finns Skultuna museum.

### Kulturarv
Ett av kommunens kulturarv är Tidö slott, som uppfördes av Axel Oxenstierna. Slottet, som är byggt i "stram holländsk renässansstil", bygges på 1600-talet. Ett annat slott är Engsö slott med anor från 1100-talet. Enligt sägnen ska flera spöken hemsöka slottet.
Västerås domkyrka har anor från åtminstone år 1271. I kyrkan finns exempelvis triumfkrucifix, epitafier och Brahegraven.

### Kommunvapen
Blasonering: I fält av silver ett blått Mariamonogram, i stammen åtföljd av en röd ros.
Västerås kommunvapen är en gammal symbol som går tillbaka till 1200-talet. Symbolen har använts som sigill sedan 1307. Vapnet fastställdes för Västerås stad med nuvarande blasonering av Kungl Maj:t (regeringen) 1939. 1974 registrerades det för den nuvarande kommunen i Patent- och registreringsverket.
Det finns två tänkbara tolkningar av vad vapnet föreställer. Mariamonogram är en sammansmältning av A och M – Ave Maria. Västerås domkyrka har sedan 1200-talet varit helgad åt jungfru Maria. Man kan dock även tolka vapenbilden som en anspelning på ortens ursprungliga namn, Aros, det vill säga A och ros.